# 193
Glej tudi: število 193
193 (CXCIII) je bilo navadno leto, ki se je po julijanskem koledarju začelo na ponedeljek.

## Dogodki
- Leto petih cesarjev, v katerem so v Rimskem cesarstvu vladali Pertinaks, Didij Julijan Pescenij Niger, Klodij Albin in Septimij Sever.

## Smrti
- 28. marec - Pertinaks, rimski cesar, ki je vladal od 1. januarja do 28. marca 193 (* 126)
- 1. junij - Didij Julijan, rimski cesar, ki je vladal od 28. marca  193 do 1. junija 193 (* 133 ali 137)